# Кулёвщина (Мостовский район)
Кулёвщина (бел. Кулёўшчына) — деревня в Гудевичском сельсовете Мостовского района Гродненской области Беларуси.

## Географическое положение
Деревня расположена рядом с агрогородком Гудевичи, в 11 км от неё протекает река Неман.

## Демография
- 1847 год — 47 чел.
- 1872 год — 73 чел.▲
- 1905 год — 79 чел.▲
- 1959 год — 134 чел.▲[1]
- 1970 год — 212 чел.▲
- 2001 год — 42 чел.▼
- 2009 год — 28 чел.▼
- 2019 год — 52 чел.▲

## История
В середине XIX — начале XX века в Гудевичской волости Гродненского уезда Гродненской губерний Российской империи. В мае 1921 года деревня отошла в состав Польши. В 1939 году отошла к БССР.
Во время ВОВ на фронте воевали 20 жителей, 10 из них погибли. От рук фашистских захватчиков в деревне погиб 1 житель.